# Harrietta
Harrietta is een plaats (village) in de Amerikaanse staat Michigan, en valt bestuurlijk gezien onder Wexford County.

## Demografie
Bij de volkstelling in 2000 werd het aantal inwoners vastgesteld op 169.
In 2006 is het aantal inwoners door het United States Census Bureau geschat op 173, een stijging van 4 (2,4%).

## Geografie
Volgens het United States Census Bureau beslaat de plaats een oppervlakte van
2,4 km², geheel bestaande uit land. Harrietta ligt op ongeveer 349 m boven zeeniveau.

## Plaatsen in de nabije omgeving
De onderstaande figuur toont nabijgelegen plaatsen in een straal van 28 km rond Harrietta.